# Municipio de Big Rapids
El municipio de Big Rapids (en inglés: Big Rapids Township) es un municipio ubicado en el condado de Mecosta en el estado estadounidense de Míchigan. En el año 2010 tenía una población de 4208 habitantes y una densidad poblacional de 52,49 personas por km².

## Geografía
El municipio de Big Rapids se encuentra ubicado en las coordenadas 43°40′57″N 85°30′15″O / 43.68250, -85.50417. Según la Oficina del Censo de los Estados Unidos, el municipio tiene una superficie total de 80.17 km², de la cual 79.06 km² corresponden a tierra firme y (1.38%) 1.1 km² es agua.

## Demografía
Según el censo de 2010, había 4208 personas residiendo en el municipio de Big Rapids. La densidad de población era de 52,49 hab./km². De los 4208 habitantes, el municipio de Big Rapids estaba compuesto por el 93.89% blancos, el 2.42% eran afroamericanos, el 0.31% eran amerindios, el 1.19% eran asiáticos, el 0.07% eran isleños del Pacífico, el 0.36% eran de otras razas y el 1.76% pertenecían a dos o más razas. Del total de la población el 1.92% eran hispanos o latinos de cualquier raza.